# Düne (Insel)

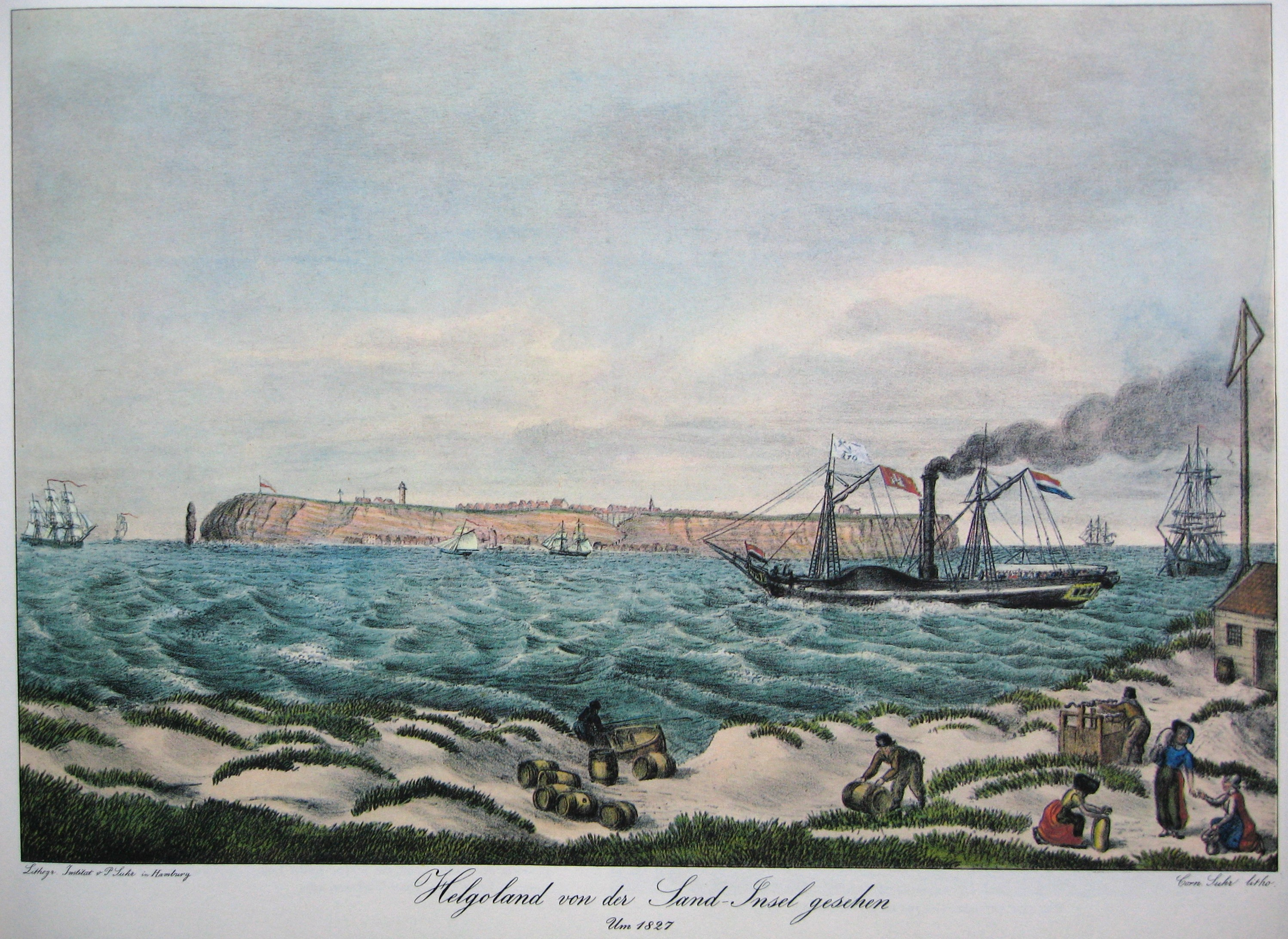
Blick von der Düne nach Helgoland (Lithografie von 1827)

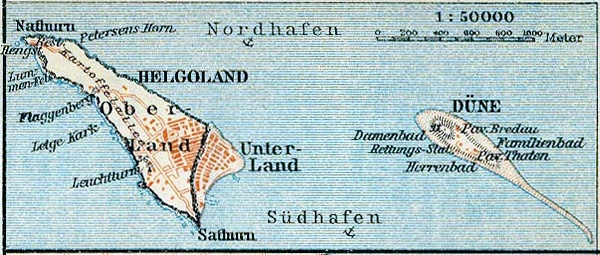
Düne und Helgoland (Karte von 1910; Baedeker’s Northern Germany …)

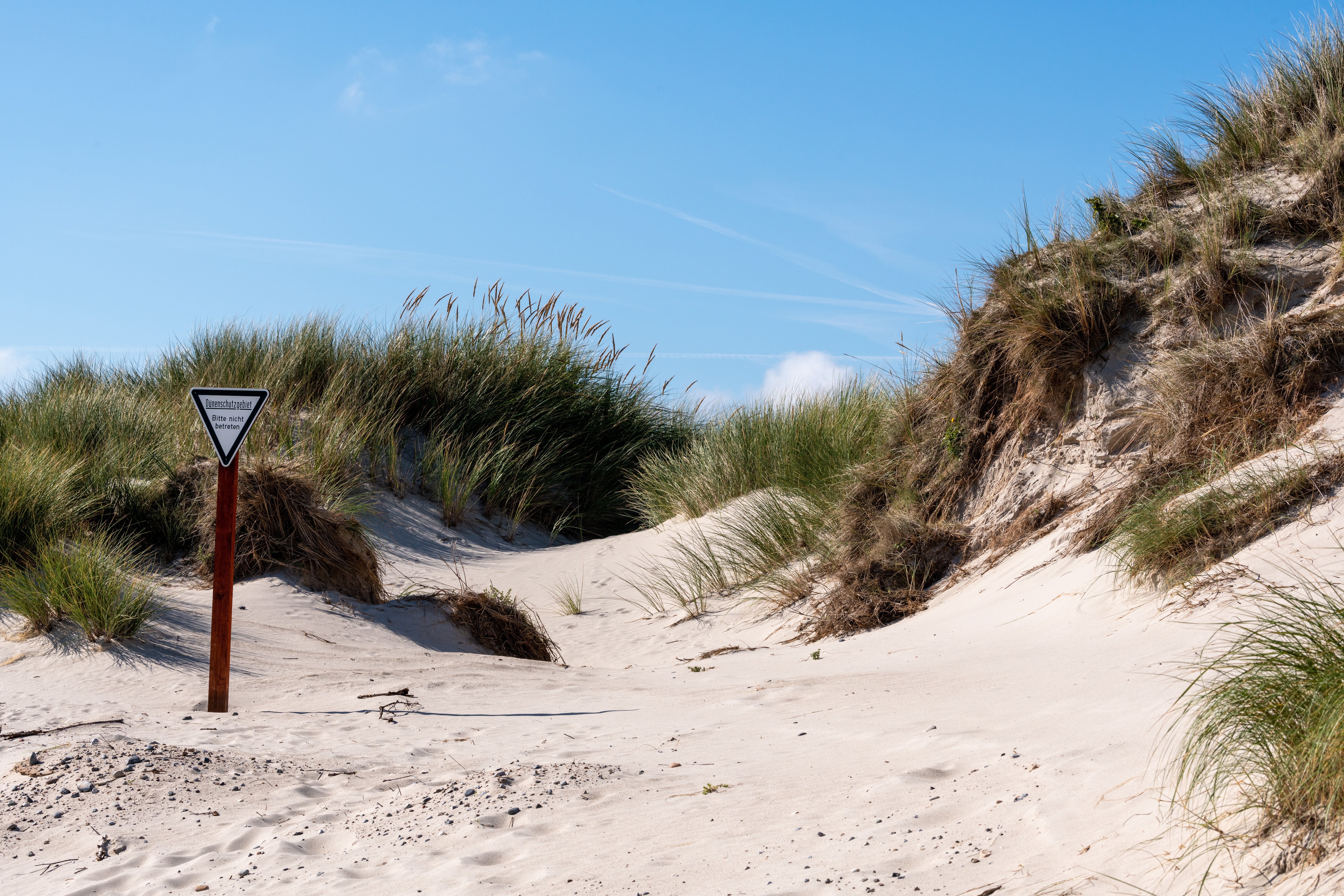
Dünen der Insel Düne

Dünen der Insel Düne im Winter

Düne (präziser: „die Düne“, nordfriesisch de Hallem, dänisch Dynen, englisch Sandy Island) ist die einzige Nebeninsel der deutschen Nordseeinsel Helgoland. Sie gehört mit der Hauptinsel zur Gemeinde Helgoland und damit zum schleswig-holsteinischen Kreis Pinneberg.
Die flache Sandinsel, auch Strandinsel, die im 20. Jahrhundert in Teilen künstlich vergrößert wurde, ist Zufluchtsort unter anderem von Meeresvögeln, Kegelrobben und Seehunden. Sie dient mit ihren Stränden als Badeinsel. Zudem befinden sich hier der Flugplatz Helgoland-Düne, der Dünenhafen, Unterkünfte, der Leuchtturm Helgoland Düne und die DGPS-Station Helgoland.

## Geographische Lage
Die Insel Düne liegt 62 km nordwestlich der Elbmündung und knapp 1 km östlich der helgoländischen Hauptinsel, die als Nordwestbegrenzung der Helgoländer Bucht gilt. Von der Hauptinsel ist sie durch die schmale Meeresstraße Reede getrennt, die in Nordreede und Südreede (früher auch Nordhafen und Südhafen genannt) unterteilt wird.
Die Insel ist etwa 0,7 km² groß, in Westnordwest-Ostsüdost-Richtung maximal 1,25 km lang und in Nordost-Südwest-Richtung bis 850 m breit. Ihre höchste Stelle liegt auf 9,2 m ü. NHN.

## Geschichte
→ für weitere Informationen siehe den Abschnitt Geschichte des Artikels Helgoland
Die Düne war ursprünglich Teil einer größeren Insel Helgoland. Auf den Karten des 16. Jahrhunderts ist sie nur noch als Halbinsel über den de Woal genannten, zunächst noch breiten Isthmus (schmale Landenge) mit Helgoland verbunden. Um 1640 gab es in ihrem Nordteil noch das aus Muschelkalk und Kreide bestehende Witte Kliff (auch Wittkliff und früher Witte Klyppe genannt), das etwa gleich hoch wie die rötlichen Kliffe aus Mittlerem Buntsandstein der Hauptinsel war. Durch den Abbau zur Baustoffgewinnung und durch Bodenerosion verschwand 1711 das Kliff: Bei der Neujahrsflut 1721, die am 31. Dezember 1720 begann und am 1. Januar 1721 endete, wurden seine Reste und auch die Landenge zerstört, und somit wurde die Düne eine von der Hauptinsel getrennte Insel. Im Lauf der Zeit schrumpfte sie weiter. Um 1935 bestand die Düne, nun Strand-Insel genannt, nur noch aus einem etwa 0,1 km² großen Sandstreifen in Form eines Kometen.
Im nationalsozialistischen Deutschen Reich wurde die Düne militärisches Sperrgebiet. Im Rahmen des 1938 begonnenen Projekts Hummerschere (Ausbau der Düne und Helgoland zur Festung mit Seehafen) wurde die Insel durch die deutsche Regierung durch Sandvor- und -aufspülungen vergrößert, wobei sie durch zusätzliche Errichtung von Buhnen und Molen etwa ihre heutige Form erhielt. Dabei entstand auch der Flugplatz Helgoland-Düne, der im Zweiten Weltkrieg (1939 bis 1945) hauptsächlich als Not- und Ausweichplatz genutzt wurde, und es wurden Flugabwehrgeschütze installiert. 1941 wurden die Arbeiten eingestellt. Nach Kriegsende wurden die Düne und Helgoland vom Vereinigten Königreich besetzt.
Zwischen 2008 und 2011 gab es Pläne, die Inseln Düne und Helgoland wieder miteinander zu verbinden; dies wurde in einem Bürgerentscheid am 26. Juni 2011 mit 54,74 Prozent der abgegebenen Stimmen abgelehnt.

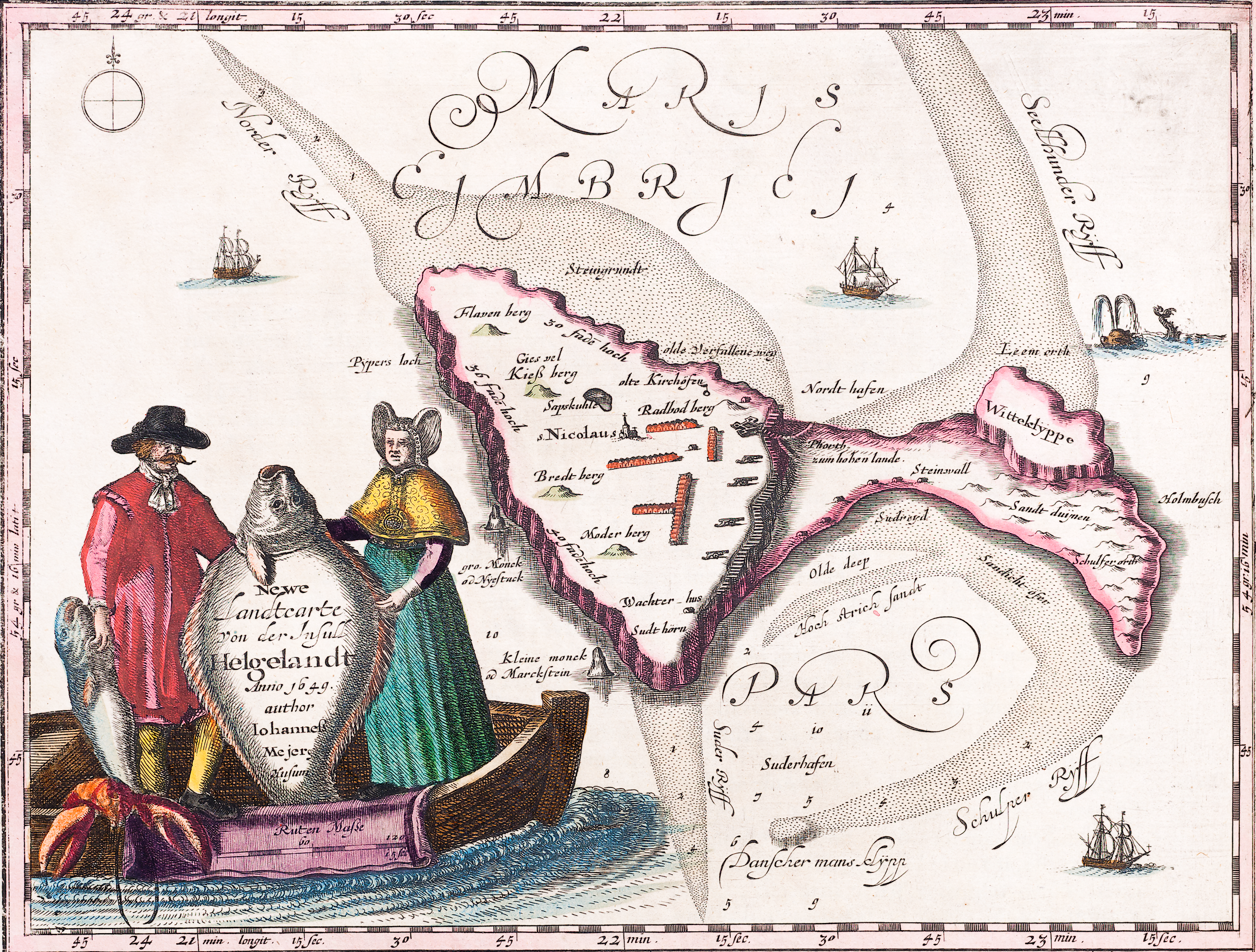
Helgoland und Düne bildeten 1649 eine Insel
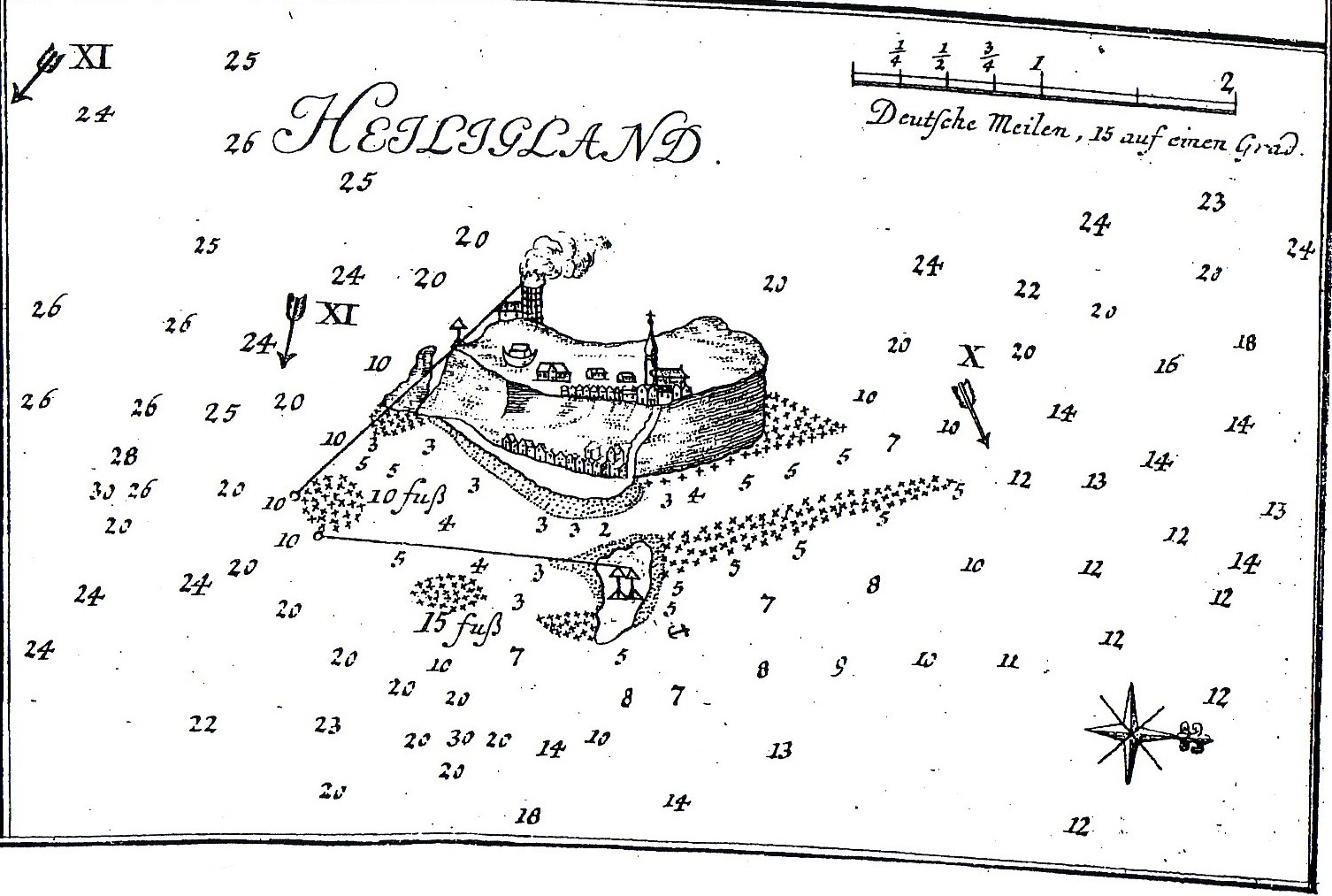
Helgoland und Düne nach der Abtrennung von 1757
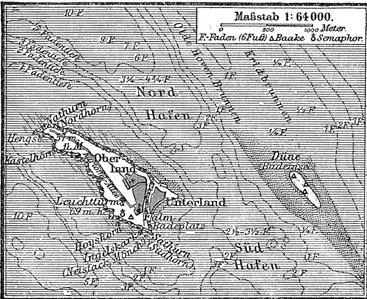
Helgoland mit Düne im Osten, Historische Karte
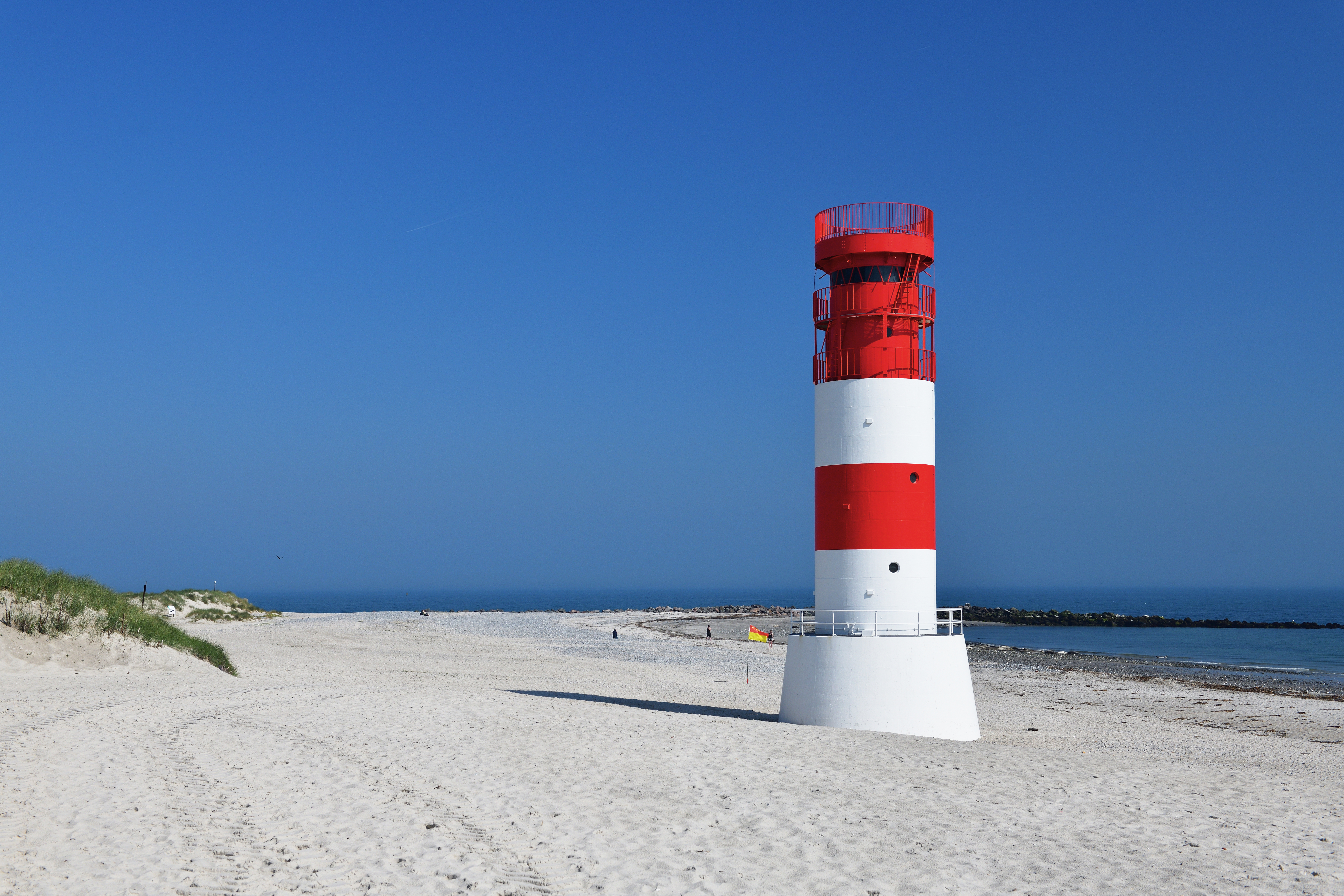
Leuchtturm auf Düne

## Fauna, Flora und Fossilien
An den Stränden der Düne, die von zahlreichen Meeresvögeln wie Austernfischern, Möwen und Steinwälzern aufgesucht wird, lassen sich Kegelrobben und Seehunde nieder.
Der Großteil der Düne besteht aus Graudünen und Weißdünen sowie Gebüsch aus Sanddorn, Silber-Ölweide und Kartoffel-Rose. Auf der Aade im Südosten der Insel wird der Spülsaum von Kali-Salzkraut, Meersenf und Salzmiere besiedelt. Im Inneren der Insel befinden sich zwei Teiche mit recht üppigem Schilf- und Brackwasserröhricht.
Der Oststrand, die frühere Halbinsel Aade, ist ein reiner Steinstrand, der zu großem Teil der ungehinderten Erosions- und Akkumulationstätigkeit der Nordsee ausgesetzt ist. Dies hat zur Folge, dass es besonders nach Sturmfluten immer wieder zu einer Umlagerung der Geröllmassen und damit zur Veränderung des Uferverlaufs kommt. Hier lassen sich Fossilien von Belemniten („Donnerkeile“), Seeigeln und Ammoniten finden. Nach größeren Stürmen lassen sich diese Steine auch auf den anderen Stränden finden. Muscheln und Muschelschalen finden sich an allen Stränden.

## Schutzgebiete
→ für weitere Informationen siehe den Abschnitt Schutzgebiete des Artikels Helgoland
Die Meeresgebiete um die Düne und Helgoland und Kleinteile beider Inseln sind Teile von Natur- und Vogelschutz- sowie Fauna-Flora-Habitat-Gebieten, darunter das Naturschutzgebiet Helgoländer Felssockel.

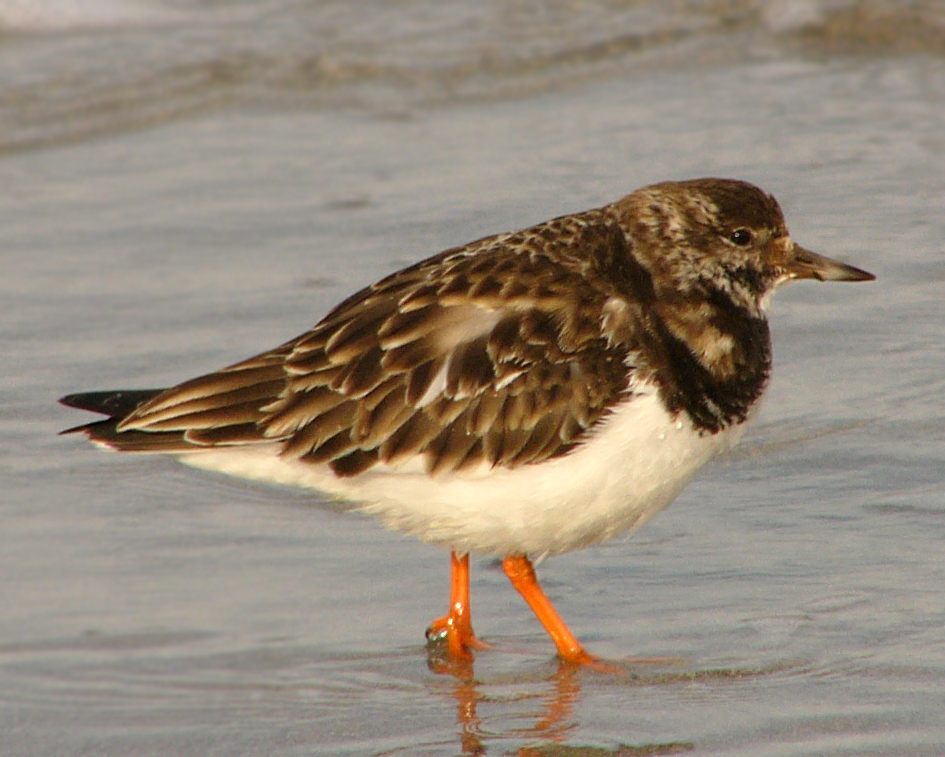
Steinwälzer am Strand der Düne
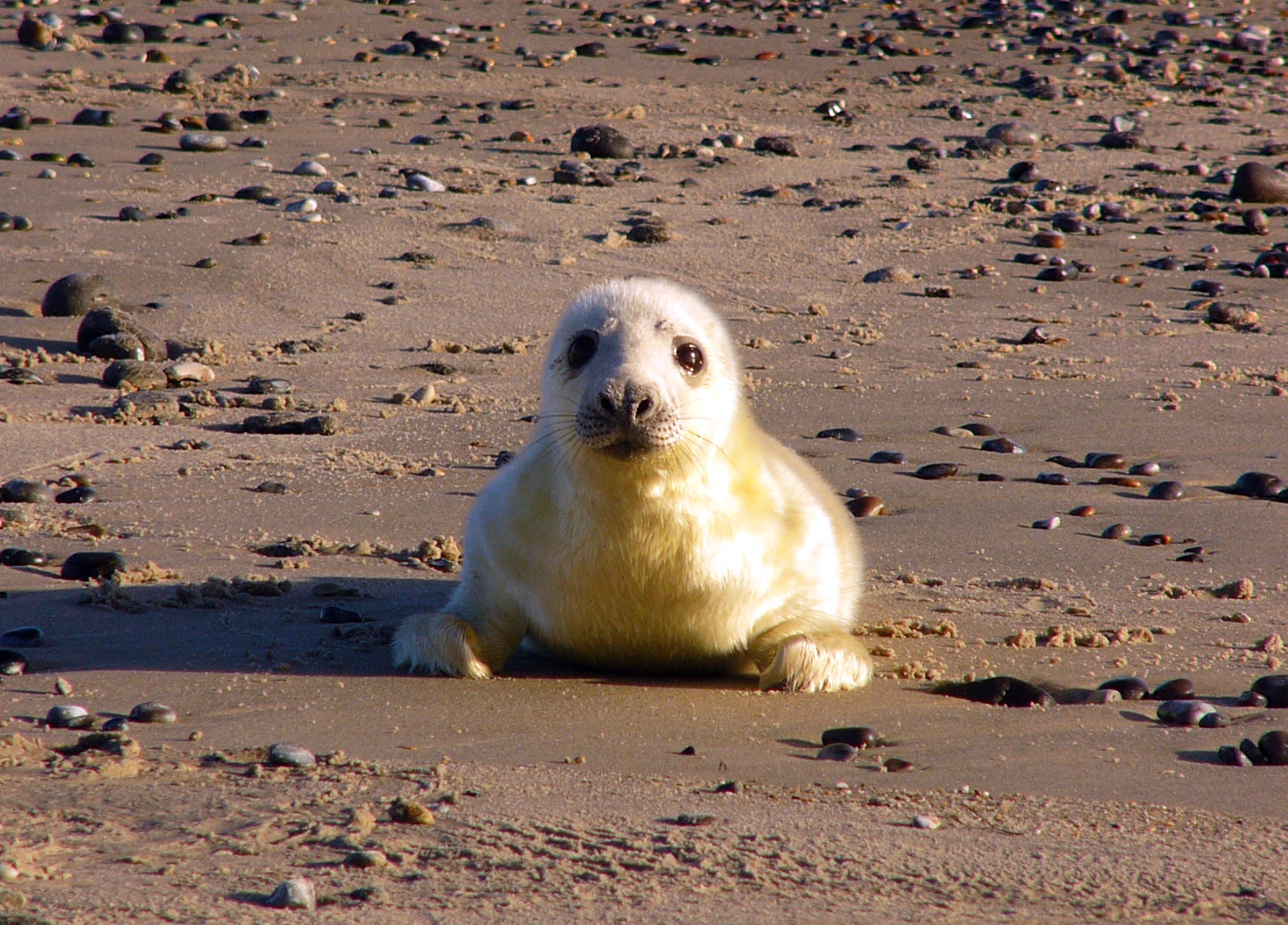
Kegelrobbe am Strand der Düne
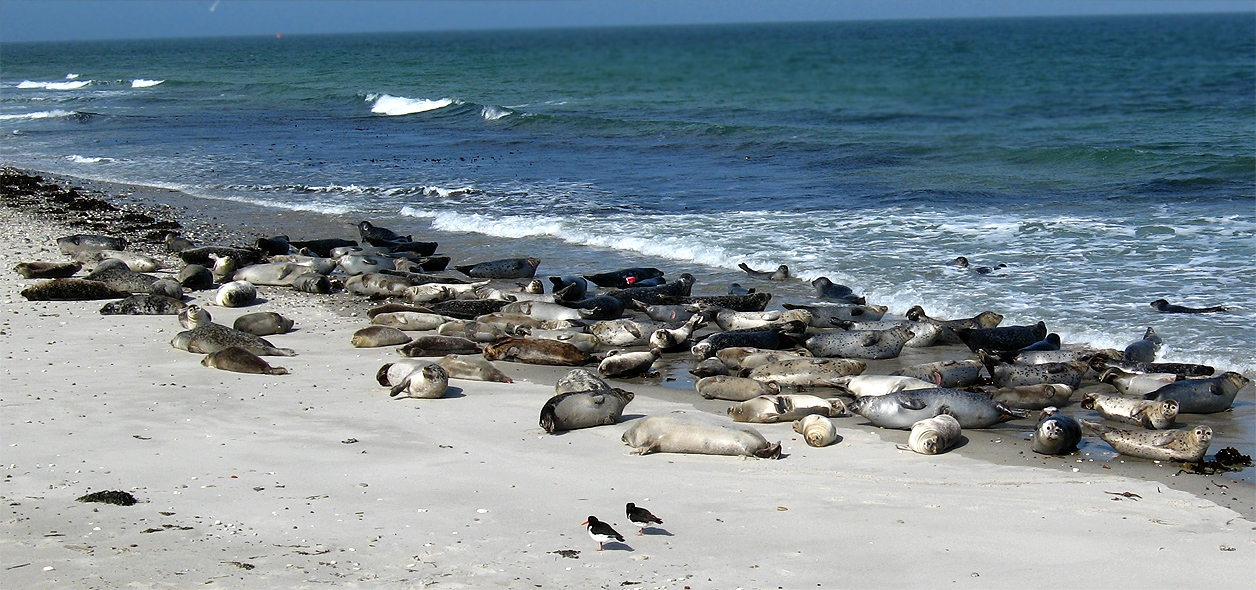
Seehunde am Nordstrand der Düne
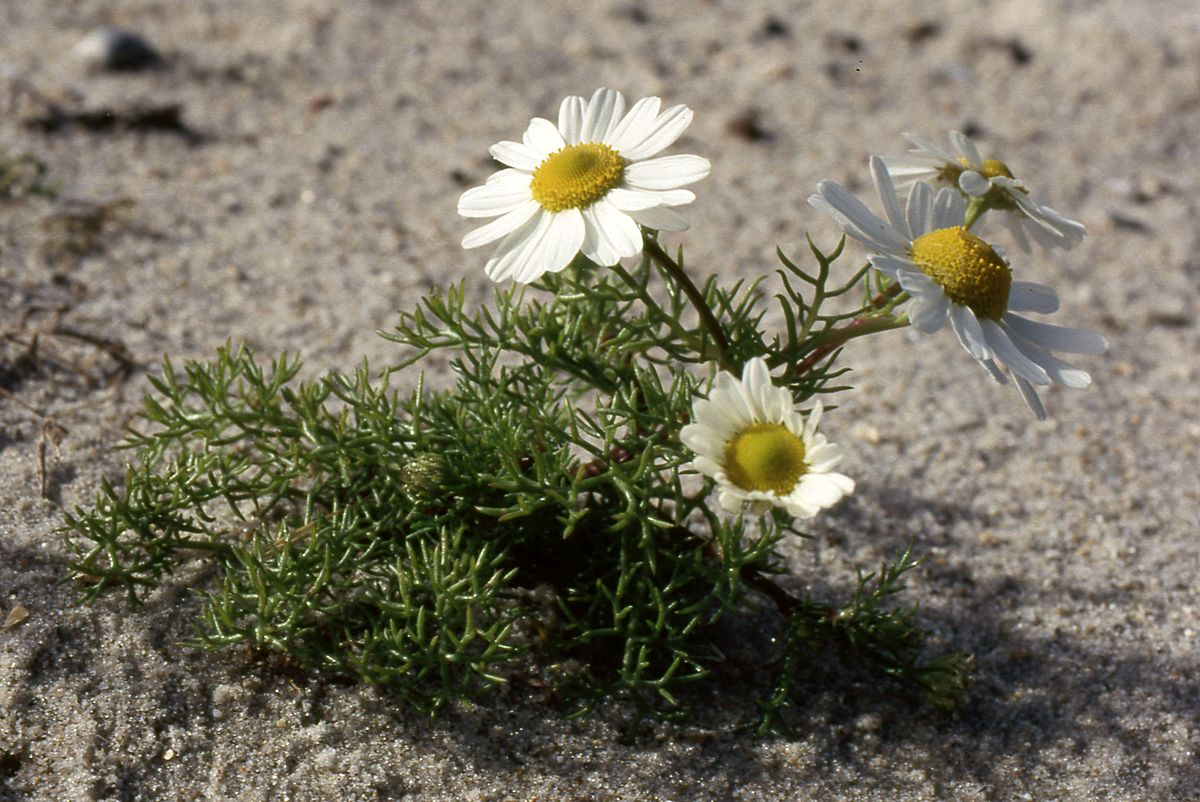
Küsten-Kamille am Spülsaum der Düne
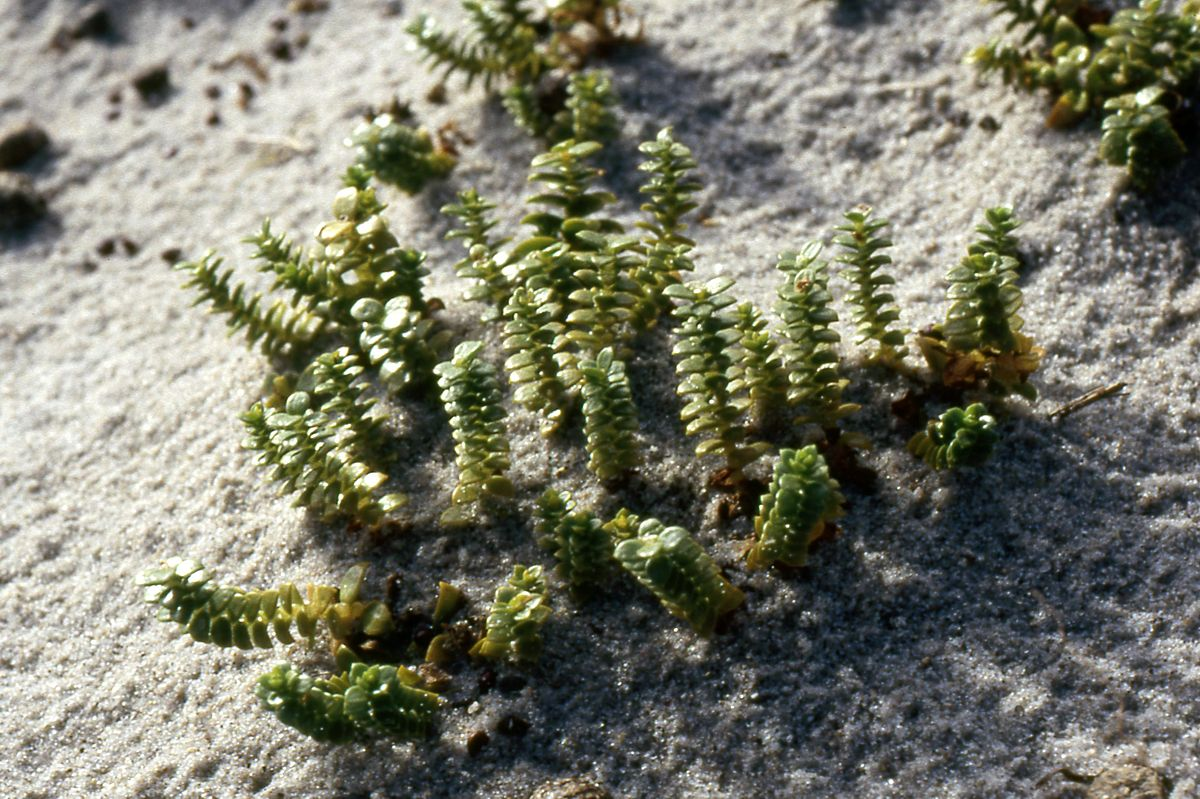
Salzmiere am Spülsaum der Düne

## Friedhof der Namenlosen
Auf der Düne existiert der Friedhof der Namenlosen für die Toten, die an den Strand gespült wurden. Sie werden schon seit vielen Jahrhunderten hier beigesetzt. Der Ort des Friedhofs hat sich – wie die Insel selbst – oft verändert. Von 1862 gibt es die Beschreibung eines einzelnen Grabs, 1873 wurde es auch abgebildet. 1883 wird der Friedhof als Ansammlung verwahrloster Gräber in der Nähe des Pavillons beschrieben. Erst ab 1890 scheint er so gepflegt zu sein, dass davon Fotos verkauft werden. Er ist einer der Friedhöfe der Heimatlosen, mit Glocke sowie Denkmälern und Grabsteinen für gestorbene Seepassagiere und Seefahrer.
Auf dem Friedhof befinden sich ein Gedenkstein für die unbekannten Toten – dem Ursprungszweck der Anlage – sowie Gedenksteine für die Opfer des Seegefechts vor Helgoland (1864), die Besatzungen der 1912 und 1913 untergegangenen Boote der Marine S 178, G 171, Unterelbe und des im September 1913 abgestürzten Marineluftschiffs LZ 14 / L 1 (Reste eines größeren Denkmals von 1914). Für die Besatzung des schwer verunglückten, aber nicht gesunkenen Seenotrettungskreuzers Adolph Bermpohl, die beim Einsatz Opfer des Orkans vom 23. Februar 1967 wurde, und die auf See gebliebenen Männer der Deutschen Gesellschaft zur Rettung Schiffbrüchiger wurde ein weiterer Stein errichtet. Für drei Opfer bei der Erforschung des Meeresgrundes vor Helgoland durch ein Unterwasserlabor gibt es einen weiteren Gedenkstein. 2016 wurde eine Stele für verstorbene Fans der Rock’n’Roll Butterfahrt errichtet. Zusätzlich benutzen Hinterbliebene von Seebestatteten den Ort als Gedenkstätte durch Beschriftung kleiner Steine mit den Namen ihrer Toten. Aus dem Friedhof für Tote ohne Namen ist so ein Friedhof für Namen ohne Tote geworden.
Auf dem Friedhof der Namenlosen wurde die von der Glockengießerei J. F. Weule in Bockenem im Ambergau der Gemeinde Helgoland zum Tag der Freigabe am 1. März 1952 geschenkte Glocke auf Holzteilen eines vor Helgoland gestrandeten Segelschiffes angebracht. Die SAR-Hubschrauberstaffel Helgoland hat die Patenschaft für den Friedhof übernommen.
Das heute hier in Stein gehauene Gedicht Ihr Namenlosen im weißen Sand … ist schon auf einer Dünen-Postkarte vor dem Ersten Weltkrieg nachweisbar. 1920 wurde es in Bronze gegossen und neu aufgestellt. Verfasst hatte es 1903 der langjährige Inselgast Geheimrat Hesselbarth (1858–1931) aus Berlin.

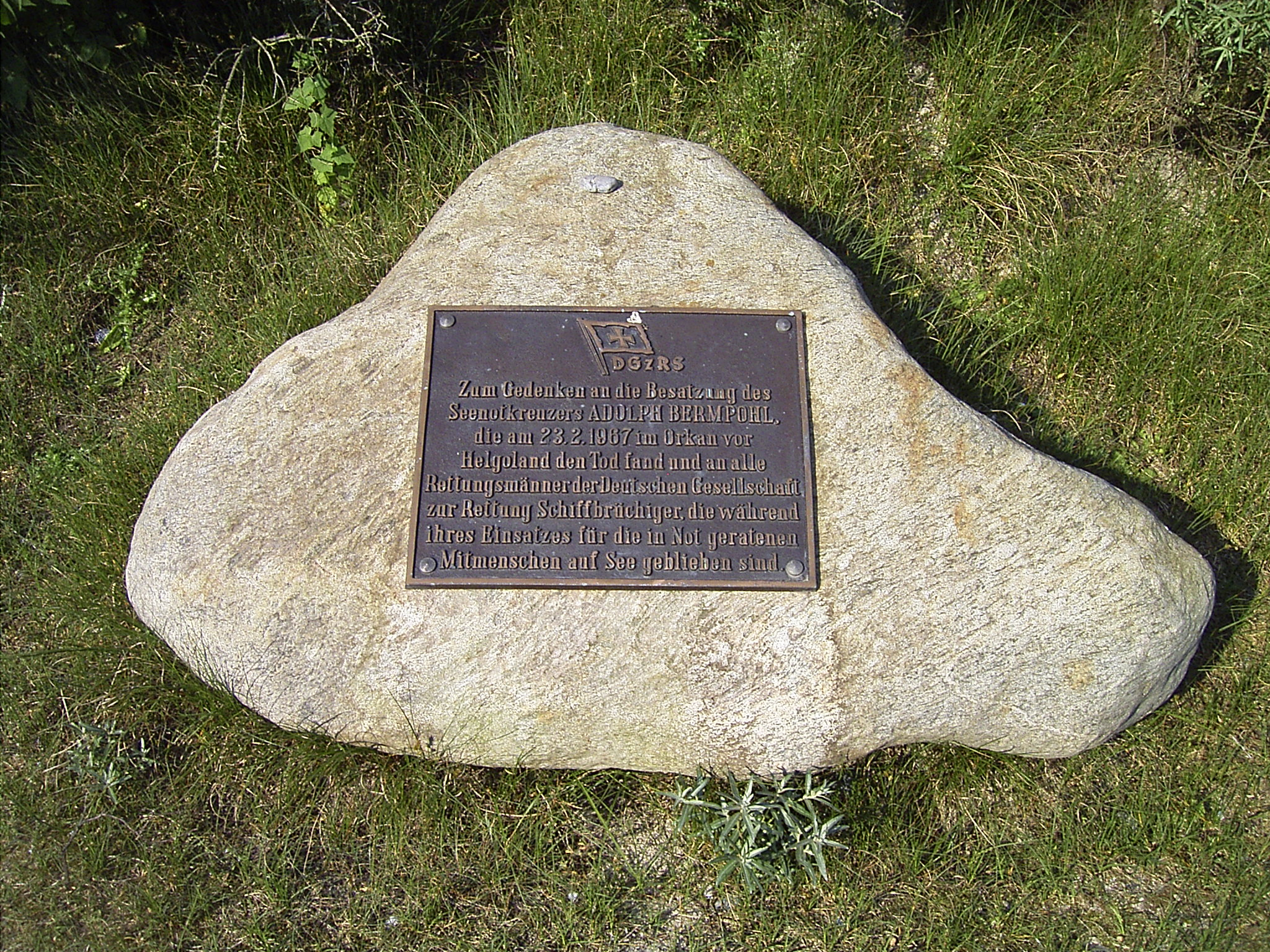
Gedenkstein der DGzRS auf dem Friedhof der Namenlosen
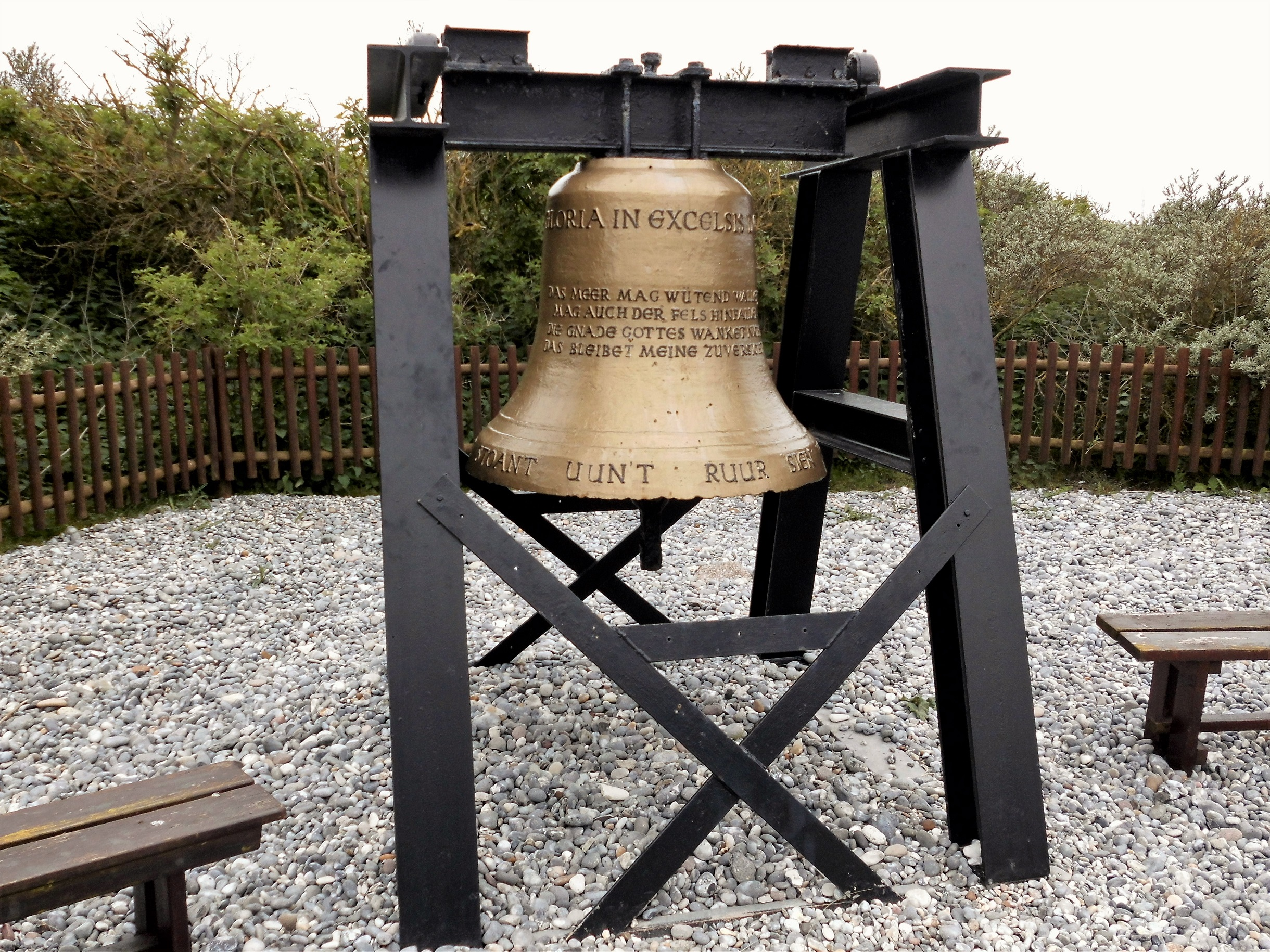
Glocke aus der Glockengießerei J. F. Weule in Bockenem auf dem Friedhof der Namenlosen (2016)
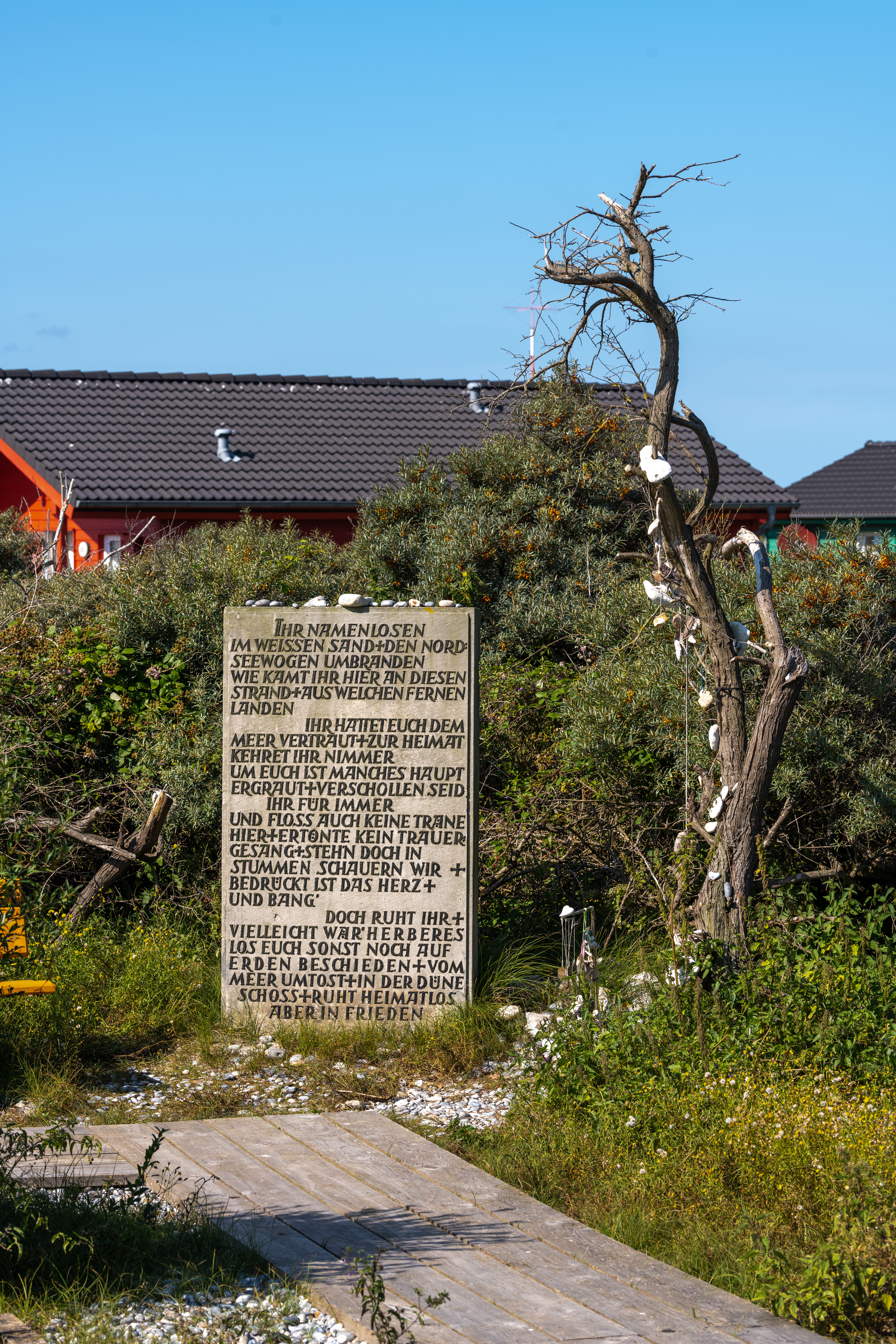
Gedenkstein „Ihr Namenlosen im weißen Sand …“

## Tourismus

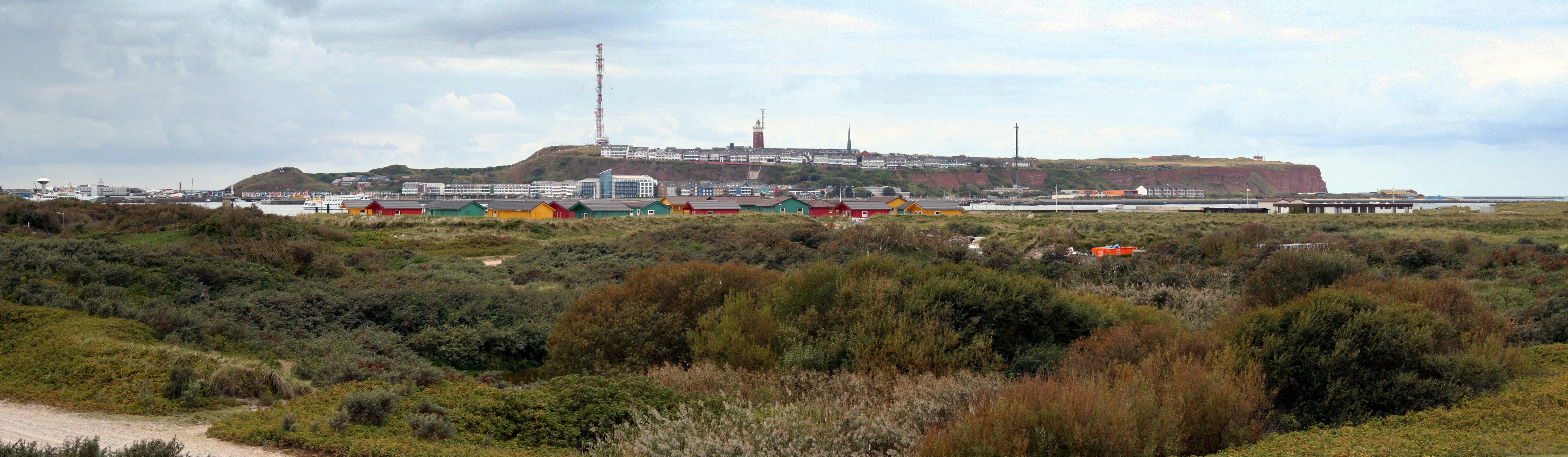
Düne: Blick über das Bungalowdorf zur Nachbarinsel Helgoland

→ für weitere Informationen siehe den Abschnitt Tourismus des Artikels Helgoland
Zu Beginn des 19. Jahrhunderts badeten die per Boot von Helgoland zur Düne angereisten Menschen getrennt an Stränden der Insel: Frauen im nordwestlichen Damenbad und Männer im südöstlich davon gelegenen Herrenbad. An der gegenüberliegenden Inselküste gab es seit 1900 ein Familienbad. Die ursprünglichen Badekarren wurden nach dem Ersten Weltkrieg durch Badekabinen ersetzt; es gab nur noch einen Strand für alle.
Heute werden Nord- und Südstrand als Badestrand genutzt. Bei sehr niedrigem Wasserstand kann man am Nordstrand noch Reste des Witte Kliffs sehen. Der Südstrand ist wegen günstiger Wind- und Strömungsverhältnisse ein besonders bei Familien mit kleinen Kindern beliebter Badeort. Dort befinden sich ein Strandrestaurant und der Leuchtturm Helgoland Düne.
Als Unterkünfte gibt es einen Campingplatz und zwei Bungalowsiedlungen. Der „Hügel“ Jonny Hill bietet einen Rundblick über die Düne und auf Helgoland.

## Verkehr

### Schiff
→ für weitere Informationen siehe den Abschnitt Schiffe des Artikels Helgoland
Die Düne wird tagsüber regelmäßig von einem Fährboot angesteuert: Die Dünenfähre Witte Kliff übernimmt den Transfer der Bade- und Fluggäste vom Binnenhafen der Hauptinsel zum Dünenhafen. Sie ist ein zweimotoriger Katamaran in GFK-Bauweise, der 1997 von der Fassmer-Werft gebaut wurde. Sie entspricht von der Bauweise her den Tenderbooten, die Fassmer für Kreuzfahrtschiffe herstellt, hat aber im Gegensatz zu diesen ein offenes Heck mit etwa 15 Sitzplätzen im Freien. In der Sommersaison verkehren bei Bedarf auch Börteboote von den Seebäderschiffen direkt zum Dünenhafen. Dies ist typischerweise jeweils das letzte Börteboot von einem Schiff.

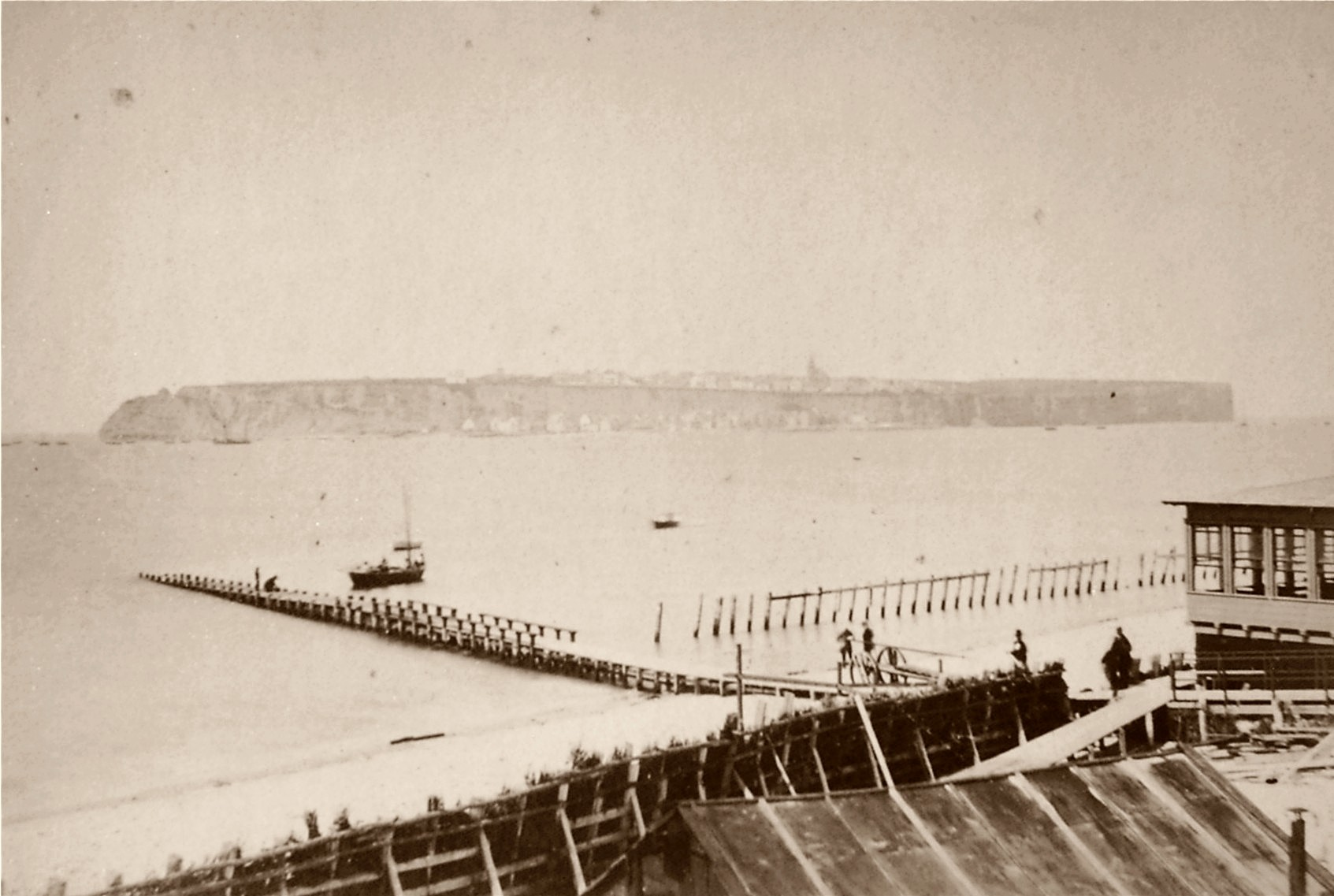
Die Landungsbrücke auf der Düne, vor 1878

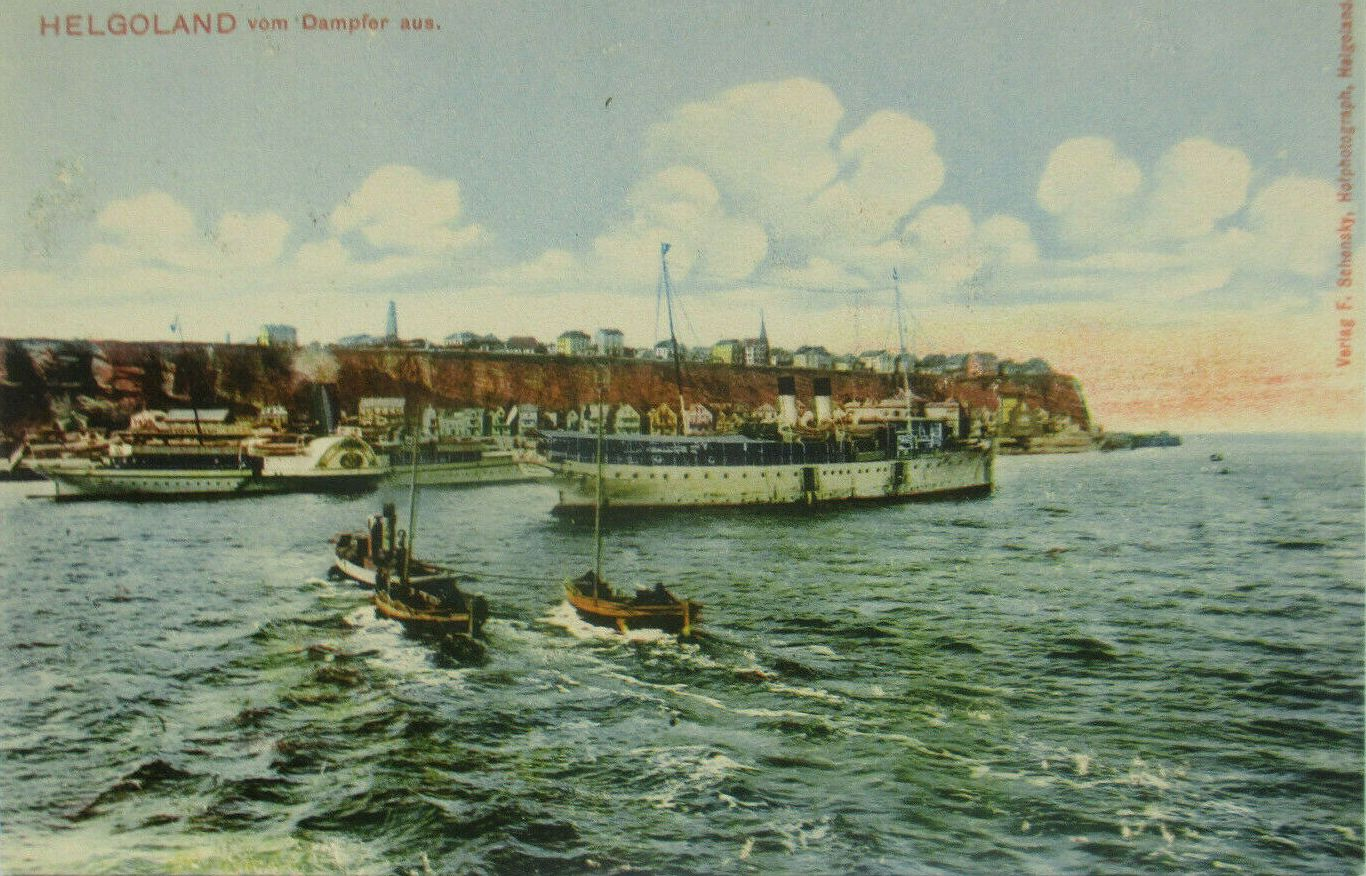
Die Dünenfähre mit Schlepper, 1903

Bis 1996 wurde die Düne von offenen Börtebooten bedient. Nach 1872 wurde eine Landungsbrücke auf der Düne gebaut, die allerdings schon um 1880 den Stürmen zum Opfer fiel. Mit dem technischen Fortschritt gab es an der Überfahrt Kritik; man war nicht nur dem Meer, sondern auch dem Wetter ausgeliefert. Bei ungünstigem Wind konnte eine Überfahrt 1 1⁄2 Stunden dauern. 1897 wurde ein Schlepper gekauft, der die Fähre zur Düne zog. Das Schleppen setzte sich allerdings nicht durch, ab 1909 wurden die Fähren motorisiert. Bis zum Zweiten Weltkrieg fuhr nach den Badeprospekten der Insel die letzte Fähre um 16 Uhr. Ursprünglich wurde nur vormittags auf der Düne gebadet.

### Flugzeug

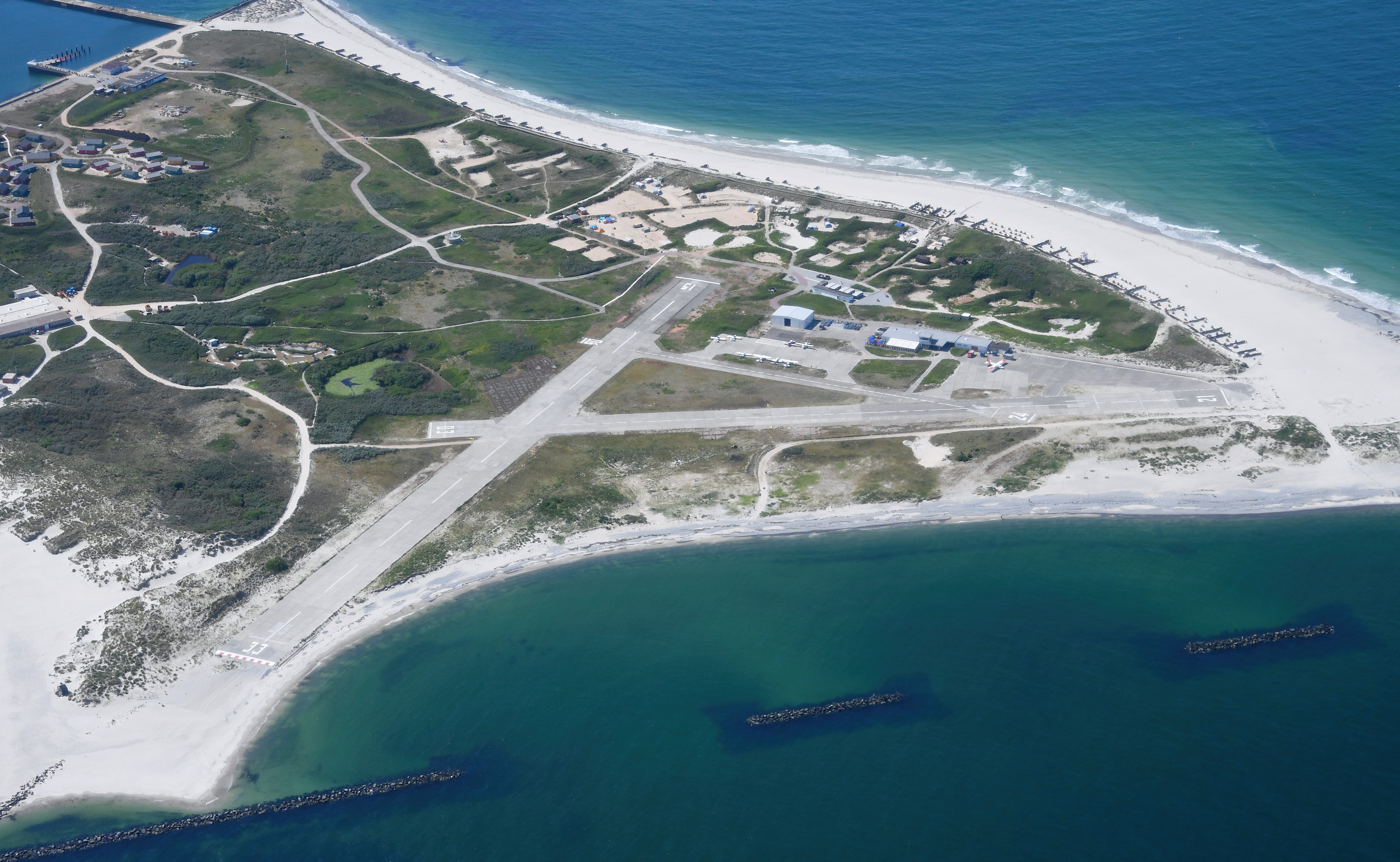
Flugplatz Helgoland-Düne

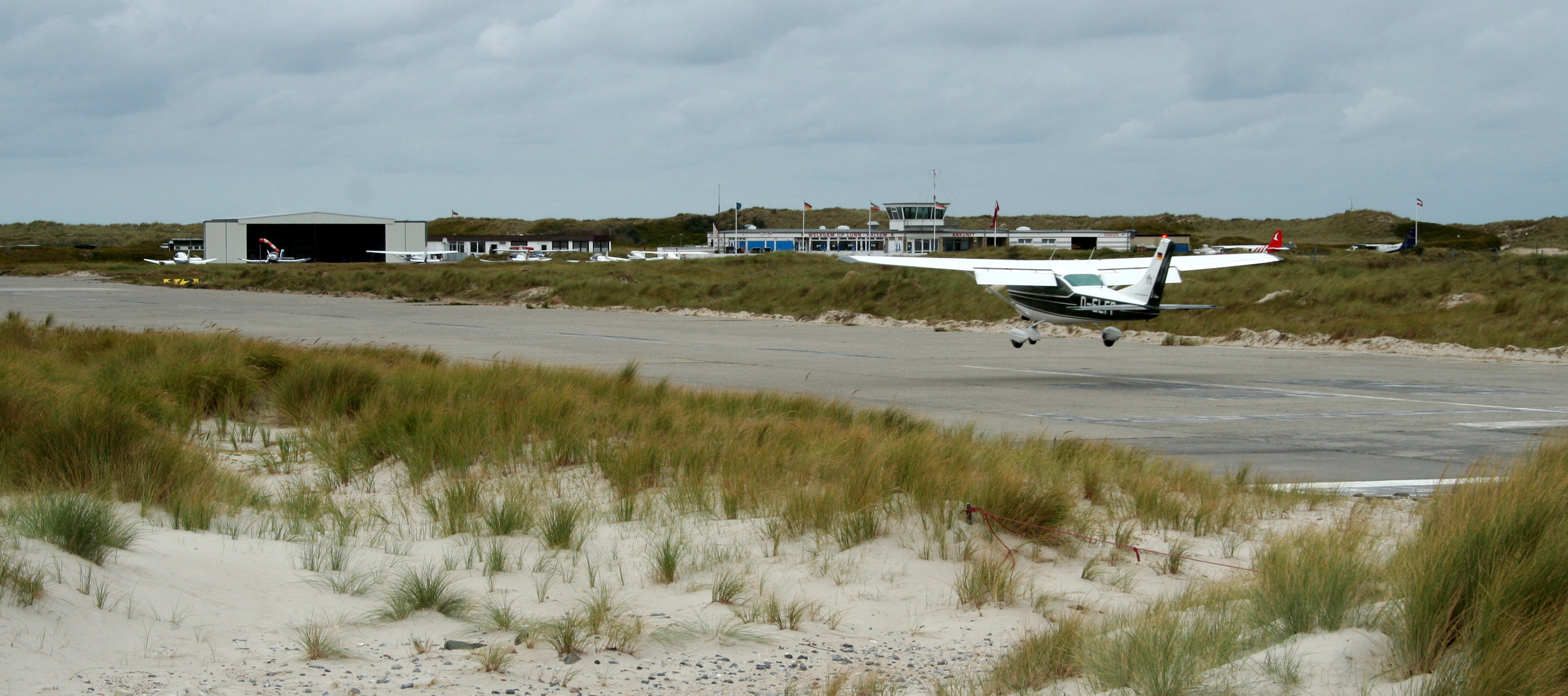
Anflug: Flugplatz Helgoland-Düne

→ für weitere Informationen siehe den Abschnitt Luft des Artikels Helgoland
Im Ostteil der Insel liegt der 1962 eröffnete Flugplatz Helgoland-Düne, der täglich, sofern es das Wetter zulässt, von kleinen ein- und zweimotorigen Flugzeugen genutzt wird. Er hat drei Start- und Landebahnen. Es bestehen Linienverbindungen zu einigen Flugplätzen auf dem küstennahen Festland. Es gibt Ampeln und Hinweisschilder, die Fußgänger vor im Tiefflug landenden Flugzeugen warnen. Das Dünen-Taxi verbindet den Flugplatz mit dem Fähranleger. Es ist eines der wenigen Landfahrzeuge mit Verbrennungsmotor in der Gemeinde Helgoland, wo gemäß § 50 StVO keine Kraftfahrzeuge oder Fahrräder geführt werden dürfen.

## DGPS-Station Helgoland
Auf der Insel Düne steht der kleine Sendemast der DGPS-Station Helgoland zur maritimen Verkehrssicherung. Gesendet wird auf der Frequenz 298,5 kHz. Die Nutzfunkreichweite beträgt etwa 285 km.